# دین مارتین
دین مارتین (به انگلیسی: Dean Martin)، ۷ ژوئن ۱۹۱۷ – ۲۵ دسامبر ۱۹۹۵)، خواننده، بازیگر، تهیه‌کننده فیلم و کمدین و مجری قهار تلویزیون ایتالیایی-آمریکایی بود. به دلیل اینکه یکی از مشهورترین سرگرم‌کنندگان آمریکایی اواسط قرن بیستم بود، مارتین با لقب «شاه باحال» (به انگلیسی: King of Cool) به خاطر کاریزما و اعتماد به نفسش شناخته می‌شد.
او و جری لوییس در تیم کمدی مشهور «مارتین و لویس» همکار بودند و پس از آن مارتین عضو گروه «رت پک» و همچنین به عنوان ستاره‌ای در کنسرت‌ها، کلوپ‌های شبانه، فیلم‌ها و تلویزیون شد. او مجری دو برنامه تلویزیونی بود.
وی ترانه‌های معروفی از قبیل «خاطرات از این ساخته شده‌اند»، «تو کسی نیستی مگر کسی تو را دوست داشته باشد»، «هرکسی، کسی را دوست دارد»، و «مامبو ایتالیانو» را در کارنامه خویش دارد، طبق نظرسنجی‌ها او بزرگترین خواننده قرن بیستم است و بالاتر از کسانی مثل فرانک سیناترا.

## مارتین و لوییس

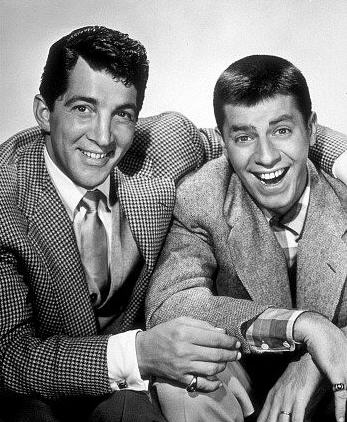
دین مارتین، جری لوئیس

جری لوئیس شهرت اولیه خود را در کنار «دین مارتین» به دست آورد. مارتین همواره مردی عاقل بود که باید با لوییس دیوانه سرمی کرد. گروه کمدی مارتین و لوییس با تعداد زیادی از نمایش‌های متنوع در دهه چهل معروف شدند. شاید شهرت و محبوبیت لوییس به این خاطر بود که بیشتر اوقات فی البداهه از کلمات و حالات خنده‌آور استفاده می‌کرد و زیاد پایبند متن نبود. در اواخر دهه ۱۹۴۰ آن دو با برنامه‌های شبانه‌شان کاملاً شناخته شدند. منتقدان اغلب قادر به توصیف حالات بی نظم و شلوغ آن دو نبودند و فقط به یک جمله بسنده می‌کردند: «مارتین آواز می‌خواند و لوییس دلقک بازی درمی‌آورد.» ولی تماشاچیان از انرژی و هیجان این تیم دو نفره لذت می‌بردند و همیشه برنامه آن‌ها را از تلویزیون و استودیو پارامونت پیکچرز دنبال می‌کردند. کم‌کم نقش مارتین در فیلم نامه‌ها کمرنگ تر شد و توجهات، بیشتر به لوییس معطوف می‌شد. به‌طوری‌که یک بار مجله لوک عکسی بزرگ از این زوج را چاپ کرد. این عکس در حقیقت تصویر لوییس را نشان می‌داد و تنها گوشه‌ای از صورت مارتین دیده می‌شد. این کار عملاً مارتین را از لوییس دور کرد و سرانجام در سال ۱۹۵۴ این زوج حرفه‌ای از یکدیگر جدا شدند اما پس از جدایی هر دوی آن‌ها به شهرت انفرادی دست یافتند. باردیگر که این دو در کنار هم دیده شدند در سال ۱۹۷۶ و در فیلمی به کارگردانی «فرانک سیناترا» بود که بسیار مورد توجه مردم قرار گرفت. لوییس ده سال پس از مرگ دین، در سال ۲۰۰۵ در کتاب «دین ومن یک داستان عاشقانه» احساس خود را نسبت به همکار قدیمی اش «دین مارتین» بیان کرد.

## شغل انفرادی
مارتین می‌خواست بیش از فیلم‌های کمدی، یک بازیگر دراماتیک شود. برای فیلم شیرهای جوان، او می‌توانست در کنار مارلون براندو، مونتگومری کلیفت نقش آفرینی کند. تونی رندال تقریباً نقش را داشت اما آژانس استعدادیابی متوجه شد که با این فیلم، مارتین می‌تواند تهدید سه‌گانه به حساب بیاید و آن‌ها می‌توانند از کارهایش در کلوپ‌های شبانه، فیلم‌ها و آهنگ‌ها پول در بیاورند. مارتین جایگزین رندال شد و فیلم به آغاز بازگشت مارتین تبدیل شد. مارتین برای اولین بار در کنار فرانک سیناترا در درام "وینسنت مینلی" با نام "بعضی‌ها دونده آمدند" (۱۹۵۸) نقش آفرینی کرد. تا اواسط دهه ۱۹۶۰، مارتین ستاره کلوپ‌های شبانه، تلویزیون، آهنگسازی و فیلم‌ها شده بود در حالی که شغل لویس در بازار فیلم افت کرد. مارتین نقش رفیق را در فیلم ریو براوو (۱۹۵۹) به کارگردانی هاوارد هاوکس و نقش آفرینی ریکی نلسون و جان وین ایفا کرد. او همچنین توانست با جان وین در فیلم پسران کیتی الدر (۱۹۶۵) تیم بشود و نقش برادران را بازی کنند. در سال ۱۹۶۰ میلادی، مارتین در نسخه فیلمِ کمدی موزیکال جودی هالیدی به نام "زنگها به صدا در می‌آیند" نقش آفرینی کرد. او یک نامزدی گلدن گلاب را برای اجرایش در فیلم کمدی "آن خانم، چه کسی بود؟" در سال ۱۹۶۰ برد.
او و سیناترا در فیلم‌های بیشتری همچون، «یازده یار اوشن»، فیلم موزیکال «رابین و هفت هود» و کمدی‌های «مأمور شماره سه» و «چهار برای تگزاس» هم تیمی شدند. همچنین آن‌ها بعضاً با اعضای گروه رت پک شامل سامی دیویس و جونیور پیتر لافورد و جویی بیشاپ در کمدی رمانتیک «ازدواج روی صخره‌ها» همکاری داشتند.
به عنوان یک خواننده، مارتین سبک هری میلز و بینگ کراسبی و پری کومو را برای خود برگزید تا اینکه سبک خود را گسترش داد و در دوئت‌هایش با سیناترا و کراسبی توانست سبک خود را حفظ کند. همانند سیناترا، او نیز نمی‌توانست نت موسیقی را بخواند اما او بیش از ۱۰۰ آلبوم و ۶۰۰ آهنگ منتشر کرد. آهنگ مشخصهٔ او، «هرکسی، یک کسی را دوست دارد» جای آهنگ «شبِ یک روز سخت» اثر بیتلز را در رتبه یک در سال ۱۹۶۴ در ایالت متحده گرفت. این رخداد، در ادامه جایگیری آهنگ «در به روی قلبم همچنان باز است» در رتبه ۶ همان سال بود. الویس پرسلی گفته‌است که تحت تأثیر مارتین قرار گرفته‌است و آهنگ «مرا مهربان تر دوست بدار» را از سبک او برگرفته‌است. همانند الویس، مارتین نیز تحت تأثیر موسیقی کانتری قرار گرفته بود.

## فیلم‌شناسی
| سال  | فیلم                                            | نقش                                 | توضیحات                                                        |
| ---- | ----------------------------------------------- | ----------------------------------- | -------------------------------------------------------------- |
| ۱۹۴۶ | Film Vodvil: Art Mooney and Orchestra           |                                     | کوتاه                                                          |
| ۱۹۴۹ | دوست من ایرما                                   | Steve Laird                         |                                                                |
| ۱۹۵۰ | دوست من ایرما به فنا می‌رود                      | Steve Laird                         |                                                                |
| ۱۹۵۰ | آشپز هنگ                                        | 1st Sgt. Vic Puccinelli             |                                                                |
| ۱۹۵۰ | Screen Snapshots: Thirtieth Anniversary Special |                                     | کوتاه                                                          |
| ۱۹۵۱ | That's My Boy                                   | Bill Baker                          |                                                                |
| ۱۹۵۲ | The Stooge                                      | Bill Miller                         |                                                                |
| ۱۹۵۲ | Sailor Beware                                   | Al Crowthers                        |                                                                |
| ۱۹۵۲ | Jumping Jacks                                   | Corp. Chick Allen                   |                                                                |
| ۱۹۵۲ | جاده بالی                                       | Man in Lala's dream                 | حضور افتخاری، Uncredited                                       |
| ۱۹۵۳ | Scared Stiff                                    | Larry Todd                          |                                                                |
| ۱۹۵۳ | The Caddy                                       | Joe Anthony                         |                                                                |
| ۱۹۵۳ | پول از خانه                                     | Herman 'Honey Talk' Nelson          |                                                                |
| ۱۹۵۴ | Living It Up                                    | Dr. Steve Harris                    |                                                                |
| ۱۹۵۴ | 3 Ring Circus                                   | Peter 'Pete' Nelson                 |                                                                |
| ۱۹۵۵ | You're Never Too Young                          | Bob Miles                           |                                                                |
| ۱۹۵۵ | Artists and Models                              | Rick Todd                           |                                                                |
| ۱۹۵۶ | Screen Snapshots: Hollywood, City of Stars      |                                     | کوتاه                                                          |
| ۱۹۵۶ | Little New Orleans Girl                         | Simon Gold                          |                                                                |
| ۱۹۵۶ | یاران                                           | Slim Mosely Jr. / Slim Mosely Sr.   |                                                                |
| ۱۹۵۶ | Hollywood or Bust                               | Steve Wiley                         |                                                                |
| ۱۹۵۷ | Ten Thousand Bedrooms                           | Ray Hunter                          |                                                                |
| ۱۹۵۸ | شیرهای جوان                                     | Michael Whiteacre                   |                                                                |
| ۱۹۵۸ | بعضی دوان‌دوان آمدند                             | Bama Dillert (professional gambler) |                                                                |
| ۱۹۵۹ | ریو براوو                                       | Dude ('Borrachón')                  |                                                                |
| ۱۹۵۹ | سابقه                                           | Maurice 'Maury' Novak               |                                                                |
| ۱۹۶۰ | Who Was That Lady?                              | Michael Haney                       | نامزد – جایزه گلدن گلوب بهترین بازیگر مرد فیلم موزیکال یا کمدی |
| ۱۹۶۰ | Bells Are Ringing                               | Jeffrey Moss                        |                                                                |
| ۱۹۶۰ | ۱۱ یار اوشن                                     | Sam Harmon                          |                                                                |
| ۱۹۶۰ | Pepe                                            | Dean Martin                         | حضور افتخاری                                                   |
| ۱۹۶۱ | All in a Night's Work                           | Tony Ryder                          |                                                                |
| ۱۹۶۱ | آدا                                             | Bo Gillis                           |                                                                |
| ۱۹۶۲ | Sergeants 3                                     | Sgt. Chip Deal                      |                                                                |
| ۱۹۶۲ | The Road to Hong Kong                           | The 'Grape' on plutonium            | حضور افتخاری، Uncredited                                       |
| ۱۹۶۲ | Who's Got the Action?                           | Steve Flood                         |                                                                |
| ۱۹۶۲ | Something's Got to Give                         | Nicholas 'Nick' Arden               | (unfinished)                                                   |
| ۱۹۶۳ | ۳۸-۲۴-۳۶                                        | خودش                                |                                                                |
| ۱۹۶۳ | Come Blow Your Horn                             | The Bum                             | Uncredited                                                     |
| ۱۹۶۳ | Toys in the Attic                               | Julian Berniers                     |                                                                |
| ۱۹۶۳ | ۴ نفر برای تگزاس                                | Joe Jarrett                         |                                                                |
| ۱۹۶۳ | Who's Been Sleeping in My Bed?                  | Jason Steel                         |                                                                |
| ۱۹۶۴ | چه راهی برای رفتن!                              | Leonard 'Lennie' Crawley            |                                                                |
| ۱۹۶۴ | Robin and the 7 Hoods                           | Little John                         |                                                                |
| ۱۹۶۴ | احمق مرا ببوس                                   | Dino                                |                                                                |
| ۱۹۶۵ | پسران کیتی الدر                                 | Tom Elder                           |                                                                |
| ۱۹۶۵ | Marriage on the Rocks                           | Ernie Brewer                        |                                                                |
| ۱۹۶۶ | The Silencers                                   | Matt Helm                           |                                                                |
| ۱۹۶۶ | Birds Do It                                     | Dean Martin                         |                                                                |
| ۱۹۶۶ | Texas Across the River                          | Sam Hollis                          |                                                                |
| ۱۹۶۶ | صف قاتلین                                       | Matt Helm                           |                                                                |
| ۱۹۶۷ | Rough Night in Jericho                          | Alex Flood                          |                                                                |
| ۱۹۶۷ | The Ambushers                                   | Matt Helm                           |                                                                |
| ۱۹۶۸ | Rowan & Martin at the Movies                    |                                     | کوتاه                                                          |
| ۱۹۶۸ | How to Save a Marriage and Ruin Your Life       | David Sloane                        |                                                                |
| ۱۹۶۸ | Bandolero!                                      | Dee Bishop                          |                                                                |
| ۱۹۶۸ | 5 Card Stud                                     | Van Morgan                          |                                                                |
| ۱۹۶۹ | خدمه خرابکار                                    | Matt Helm                           |                                                                |
| ۱۹۷۰ | فرودگاه                                         | Capt. Vernon Demerest               |                                                                |
| ۱۹۷۱ | Something Big                                   | Joe Baker                           |                                                                |
| ۱۹۷۳ | Showdown                                        | Billy Massey                        |                                                                |
| ۱۹۷۵ | Mr. Ricco                                       | Joe Ricco                           |                                                                |
| ۱۹۸۱ | مسیر کاننبال                                    | Jamie Blake                         |                                                                |
| ۱۹۸۴ | مسیر کاننبال ۲                                  | Jamie Blake                         |                                                                |
| ۱۹۸۴ | Terror in the Aisles                            |                                     | (archival footage)                                             |
| ۲۰۱۹ | روزی روزگاری در هالیوود                         | خودش/مت هلم                         | (archival footage from The Wrecking Crew)                      |